# Антоан Кламаран
Антоан Кламаран (на френски: Antoine Clamaran) е френски хаус DJ, известен със своите ремикси. Роден е в Париж, където още от малък започва да развива страстта си към миксиране с винилови плочи.
Започват кариерата си като истински DJ през 1982, когато е поканен в парижия клуб Whisky à Gogo Club. След като е канен в повечето клубове в града, той става член на клубовете Le Palacep, а по-късно и на Gay Tea Dance.
В началото на 90-те той е забелязан от Maximum FM – водещата по онова време радиостанция за денс музика в Париж. Впечатлена от техниките му за миксиране, аудиторията на Кламаран все повече се увеличава.
През 1992 г. заедно с Лорен Потрат продуцира първата си компилация – „I've got music in me“, което го прави един от най-обещаващите Френски продуценти. Парчето е отхвърлено от House Trade Records, но след това е лицензирано от BMG, Франция. От диска са продадени повече от 100 000 броя. Затрупан е с предложения да ремиксира за множество компилации: Carayca, 400HZ, D Plac, LAC, Unchain и House Train, които винаги са били в топ DJ листата на Франция. За миксиране към него се обръщат и доста известни артисти: Глория Естефан, Жан Мишел Жар и др. През 1998 година Кламаран влиза в списъка French top 50 по продажби.
През 1999 г. Кламаран решава да се оттегли от комерсиалната сцена. Прекратява работата си по чужди парчета и се завръща към хауса. Започва да продуцира авторска музика и се ориентира към международния пазар. В края на декември компанията Clap production се слива с Penso Positivo (фирма на Клод Моне, друг известен френски DJ).
Кламаран е член на 2 от най-големите парижки клубове: Les Bains Douches и Le Queen.

## Дискография
- Release Yourself 2003
- Let's Get Together 2005
- Take Off 2005